# WTA Marco Island 1985
Il WTA Marco Island 1985 è stato un torneo di tennis giocato sul sintetico indoor. È stata la 3ª edizione del torneo, che fa del Virginia Slims World Championship Series 1985. Si è giocato a Marco Island negli USA dal 28 gennaio al 3 febbraio 1985.

## Campionesse

### Singolare
Bonnie Gadusek ha battuto in finale  Pam Casale-Telford con il punteggio di 6–3, 6–4

### Doppio
Kathy Jordan /  Elizabeth Smylie hanno battuto in finale  Camille Benjamin /  Bonnie Gadusek con il punteggio di 6–3, 6–3